# Hrabstwo Noble (Oklahoma)

Piramida wieku mieszkańców hrabstwa Noble

Noble – hrabstwo w stanie Oklahoma w USA. Założone 1897 roku. Populacja liczy 11 561 mieszkańców (stan według spisu z 2010 roku).
Powierzchnia hrabstwa to 1922 km² (w tym 26 km² stanowią wody). Gęstość zaludnienia wynosi 6 osoby/km².
Nazwa hrabstwa pochodzi od nazwiska Johna Willocka Noble’a, sekretarza zasobów wewnętrznych Stanów Zjednoczonych.

## Miasta
- Billings
- Marland
- Morrison
- Perry
- Red Rock
- Lucien (CDP)